# Rechtstraat
La Rechtstraat (en français « rue droite », autrefois, en néerlandais, « Rechtestraat ») est une rue située dans le Wyck à Maastricht. Elle est, avec la Hoogbrugstraat, une des principales rues du Wyck notamment avec la Duitse Poort et la Sint Maartenspoort qui était les voies permettant de passer les murs de la ville.
La Rechtestraat était autrefois l'une des principales rues commerçantes de Maastricht.

## Sources
- (nl) Cet article est partiellement ou en totalité issu de l’article de Wikipédia en néerlandais intitulé « Rechtstraat » (voir la liste des auteurs).

## Compléments